# Leapmotor B10

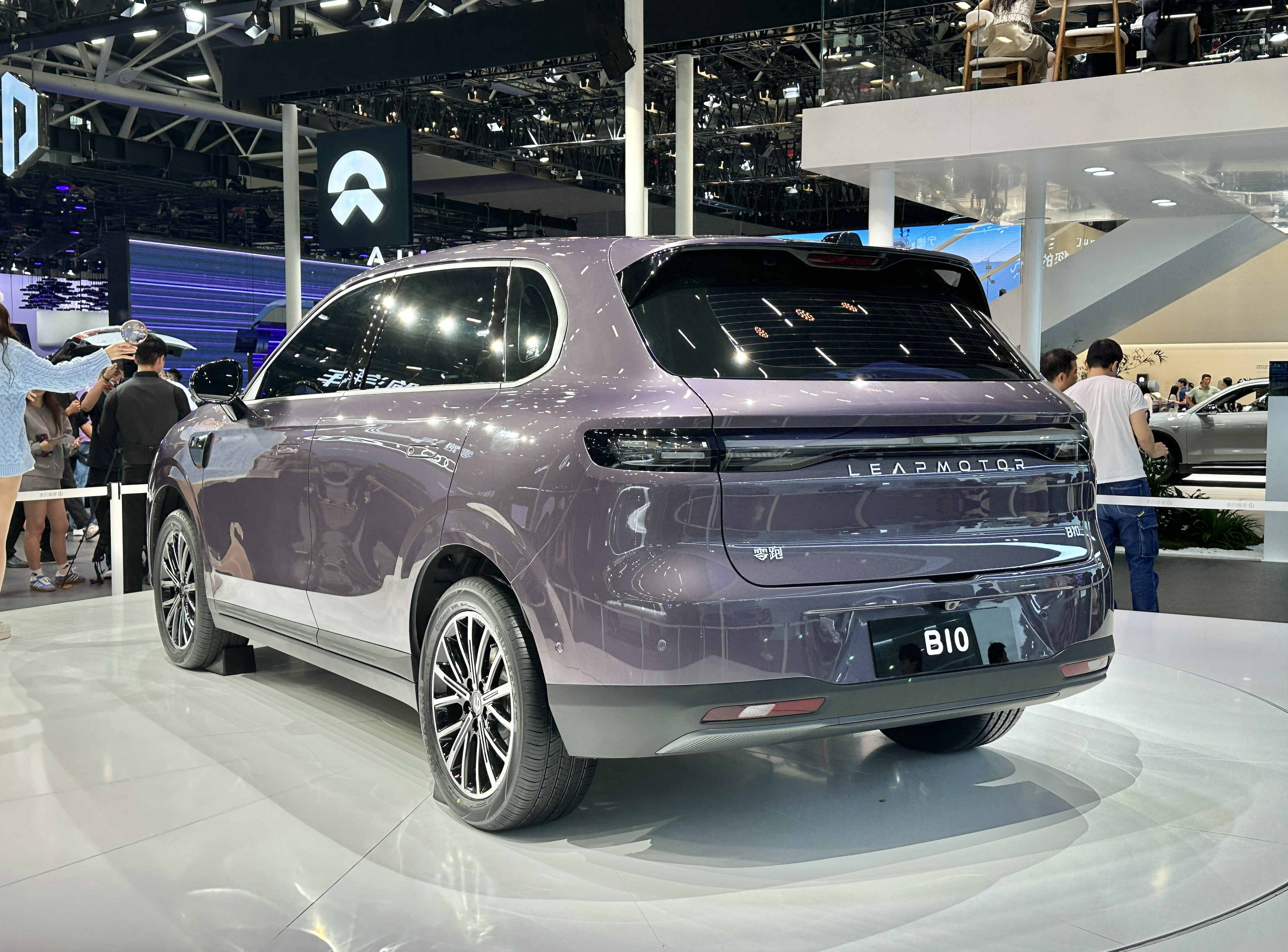
Heckansicht

Der Leapmotor B10 ist ein SUV des chinesischen Autoherstellers Leapmotor. 

## Geschichte
Der B10 wurde im Oktober 2024 auf der Paris Motor Show und im November desselben Jahres auf der Guangzhou International Motor Show vorgestellt. Am 10. März 2025 begannen die Vorbestellungen in China. Erste Auslieferungen fanden im April 2025 statt. Der Marktstart in den ersten europäischen Ländern begann im Juli 2025, Deutschland folgt Anfang September 2025.

## Technik
Der 4,52 m lange B10 mit einem 420 l großen Kofferraum nutzt als erstes Modell von Leapmotor die Leap 3.5 genannte Plattform. Sie beinhaltet die Funktionen des Advanced Driver Assistance Systems (ADAS) und ein individualisierbares digitales Cockpit. Verfügbar ist das Kompakt-SUV mit einem Lithium-Eisenphosphat-Akku mit einer Kapazität von 56,2 oder 67,1 kWh. Die vorläufige Reichweite nach dem WLTP-Messzyklus wird mit 361 bzw. 434 km angegeben. Die Ladeleistung mit Gleichstrom beträgt maximal 168 kW, mit Wechselstrom sind 11 kW möglich.
Der Elektromotor treibt die Hinterachse an. In China wird eine leistungsschwächere Version mit einer Leistung von 132 kW (180 PS) und 175 Nm Drehmoment angeboten. Die zweite, leistungsstärkere Version mit 160 kW (218 PS) und 240 Nm Drehmoment wird als einzige in Europa erhältlich sein. Diese Version soll in acht Sekunden von 0 auf 100 km/h beschleunigen und eine Höchstgeschwindigkeit von 170 km/h erreichen.
Bereits die Basisausstattung bietet ein 1,8 m² großes Panorama-Glasdach mit elektrischem Sonnenschutz, 360°-Kamerasystem sowie zahlreiche Fahrassistenzsysteme. Das Armaturenbrett zeigt einen 14,6 Zoll großen Touchscreen mit 2,5K Auflösung, der von einem Snapdragon 8155-Prozessor betrieben wird. Apple Carplay und Android Auto werden ab Dezember 2025 wie andere Systemupdates über ein Over-the-air-Update verfügbar sein. Eine Design-Ausstattung fügt unter anderem elektrisch verstellbare, belüftete Vorder-Ledersitze und eine Ambientebeleuchtung hinzu.

## Technische Daten
| Kenngrößen                       | B10 510                    | B10 510                    | B01 600                    |
| -------------------------------- | -------------------------- | -------------------------- | -------------------------- |
| Bauzeitraum                      | seit 04/2025               | seit 04/2025               | seit 04/2025               |
| Motorkenndaten                   |                            |                            |                            |
| Motortyp                         | Elektromotor               | Elektromotor               | Elektromotor               |
| max. Leistung                    | 132 kW (180 PS)            | 160 kW (218 PS)            | 160 kW (218 PS)            |
| max. Drehmoment                  | 175 Nm                     | 240 Nm                     | 240 Nm                     |
| Kraftübertragung                 |                            |                            |                            |
| Antrieb                          | Hinterradantrieb           | Hinterradantrieb           | Hinterradantrieb           |
| Getriebe                         | Eingang-Reduktionsgetriebe | Eingang-Reduktionsgetriebe | Eingang-Reduktionsgetriebe |
| Antriebsbatterie                 |                            |                            |                            |
| Zellchemie                       | LFP                        | LFP                        | LFP                        |
| Energieinhalt                    | 56,2 kWh                   | 56,2 kWh                   | 67,1 kWh                   |
| Messwerte                        |                            |                            |                            |
| Höchstgeschwindigkeit            | 160 km/h                   | 170 km/h                   | 170 km/h                   |
| Beschleunigung, 0–100 km/h       | 9,3 s                      | 6,8 s                      | 6,8 s                      |
| Elektrische Reichweite nach CLTC | 510 km                     | 510 km                     | 600 km                     |
| Leergewicht                      | 1670 kg                    | 1705 kg                    | 1756 kg                    |